# Maximal Radio
Maximal Radio (Niederbayern) ist ein privater Radiosender mit Sitz in Landshut. Ein Teil des Funkhauses ist das Regionalstudio Landshut, in dem das Jugendradio Radio Galaxy produziert wird. Geschäftsführer und Programmleiter des Senders ist Marco Gerstl, der auch Geschäftsführer bei Radio AWN ist. Mit Sendestart am 17. Juni 2024 ging Radio Trausnitz gemeinsam mit Radio AWN in den neuen Sender Maximal Radio auf.

## Historie

Logo des Vorgängerprogramms Radio Trausnitz

Radio Trausnitz startete seinen Betrieb am 12. September 1987. Das Radioprogramm war zum Sendestart über die Frequenz 91,8 MHz in der Stadt Landshut empfangbar. Von September 1987 bis September 1991 sendete Radio Trausnitz im Frequenzsplitting mit Radio AWN Landshut täglich von 12 bis 18 Uhr und 21 bis 3 Uhr. Am 12. September 1991 wurde das Frequenzsplitting aus wirtschaftlichen Gründen aufgehoben, beide Sender fusionierten und senden seitdem unter dem Namen Radio Trausnitz ein 24-Stunden-Programm. Seitdem entwickelte sich der Sender zu einem niederbayerischen Privatsender mit einer Vielzahl von Frequenzen. Im Sommer 2018 wurde das Programm im bayernweiten DAB+-Mux aufgeschaltet.

## Programm
Das Programm erreicht vor allem die Zielgruppe der 30- bis 59-Jährigen mit einem Programm, das der Sender in Anlehnung an CHR als „Oldiebased Soft Adult Contemporary“ beschreibt, Melodische Pop- und Rockmusik der letzten Jahrzehnte bis heute. Die Nachrichten, sowie Wetter und Verkehr werden zu jeder vollen und halben Stunde ausgestrahlt.

## Empfang
Der Sender hat eine technische Reichweite von 415.000 Hörern und kann über Kabel, sieben UKW-Frequenzen und über DAB+ in ganz Niederbayern empfangen werden. Angeboten wird das Programm außerdem online.
Radio Trausnitz wird nahezu flächendeckend in der Stadt Landshut, den Landkreisen Landshut, Dingolfing-Landau, Rottal-Inn und teilweise in den Landkreisen Freising, Erding, Kelheim, Mühldorf am Inn sowie Straubing-Bogen empfangen. Zudem kann man Radio Trausnitz auch an den Nordhängen der Chiemgauer und Berchtesgadener Alpen sowie in Teilen des Bayerischen Waldes hören. Ebenfalls kann der Sender im östlichen Landkreis Eichstätt und am östlichen Ortsrand von Ingolstadt sowie im östlichen Landkreis Pfaffenhofen an der Ilm gehört und empfangen werden. Außerdem kann man den Landshuter Lokalsender bis nach Regensburg und auch im Süden und Südosten des Landkreises Neumarkt i.d.OPf. hören. Auch in Teilen Oberösterreichs kann der Radiosender empfangen werden, vor allem im Bezirk Braunau.
| Empfangsgebiet/Senderstation | Kanal/Frequenz | Sendeleistung  |
| Landshut                     | 104,1 MHz      | 1 kW / 77 m    |
| Vilsbiburg                   | 87,7 MHz       | 0,05 kW / 75 m |
| Pfeffenhausen                | 91,8 MHz       | 0,2 kW / 118 m |
| Dingolfing                   | 89,0 MHz       | 0,1 kW / 30 m  |
| Landau an der Isar           | 105,5 MHz      | 0,3 kW / 26 m  |
| Pfarrkirchen                 | 107,4 MHz      | 1 kW / 61 m    |
| Simbach am Inn               | 103,0 MHz      | 0,05 kW / 84 m |
|                              |                |                |
| Niederbayernweit im DAB+     | Netz 7D        |                |

## Sendungen

### Sendeschema Montag bis Freitag
- Das Maximal Radio Nachtradio (0–5 Uhr)
- Die Maximal Radio Muntermacher (5–9 Uhr)
- Servus Niederbayern (9–12 Uhr)
- Servus Niederbayern am Mittag (12–14 Uhr)
- Von 2 bis frei (14–19 Uhr)
- Der Abend (19–21 Uhr)
- Das Maximal Radio Nachtradio (21–0 Uhr)

Täglich von 19 Uhr abends bis 5 Uhr morgens sowie am Wochenende übernimmt Maximal Radio wie die meisten anderen bayerischen Lokalradios das Mantelprogramm der BLR.

## Gesellschafter
- Radio AWN Landshut GmbH & Co. Hörfunk KG (50 %)
- Neue Welle „Antenne Landshut“ Rundfunkbeteiligungsgesellschaft mbH (50 %)[8]